# Жокур (коммуна)
Жоку́р (фр. Jaucourt) — коммуна во Франции, находится в регионе Шампань — Арденны. Департамент — Об. Входит в состав кантона Бар-сюр-Об. Округ коммуны — Бар-сюр-Об.
Код INSEE коммуны — 10176.
Коммуна расположена приблизительно в 185 км к востоку от Парижа, в 85 км южнее Шалон-ан-Шампани, в 45 км к востоку от Труа.

## Население
Население коммуны на 2008 год составляло 181 человека.
| 1962 | 1968 | 1975 | 1982 | 1990 | 1999 | 2008 |
| ---- | ---- | ---- | ---- | ---- | ---- | ---- |
| 137  | 144  | 128  | 176  | 176  | 171  | 181  |

## Администрация
| Период | Период | Фамилия    | Партия | Примечания |
| ------ | ------ | ---------- | ------ | ---------- |
| 2001   | 2008   | Пьер Метро |        |            |
| 2008   |        | Жани Бра   |        |            |

## Экономика

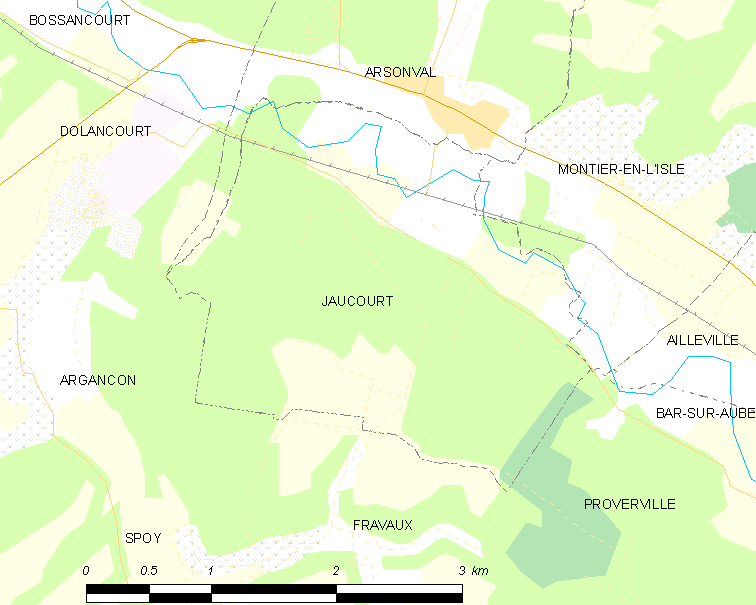
Карта коммуны

В 2007 году среди 125 человек в трудоспособном возрасте (15—64 лет) 86 были экономически активными, 39 — неактивными (показатель активности — 68,8 %, в 1999 году было 78,1 %). Из 86 активных работали 82 человека (48 мужчин и 34 женщины), безработных было 4 (0 мужчин и 4 женщины). Среди 39 неактивных 11 человек были учениками или студентами, 16 — пенсионерами, 12 были неактивными по другим причинам.

## Достопримечательности
- Часовня св. Иоанна Крестителя (XII—XIII века). Памятник истории с 1994 года[3]